# العلاقات التوغوية اللاتفية
العلاقات التوغولية اللاتفية هي العلاقات الثنائية التي تجمع بين توغو ولاتفيا.

## مقارنة بين البلدين
هذه مقارنة عامة ومرجعية للدولتين:
| وجه المقارنة                                              | توغو            | لاتفيا                                             |
| --------------------------------------------------------- | --------------- | -------------------------------------------------- |
| المساحة (كم2)                                             | 56.78 ألف       | 64.59 ألف                                          |
| عدد السكان (نسمة)                                         | 7.80 مليون      | 1.93 مليون                                         |
| الكثافة السكانية (ن./كم²)                                 | 137.37          | 29.88                                              |
| العاصمة                                                   | لومي            | ريغا                                               |
| اللغة الرسمية                                             | لغة فرنسية      | اللغة اللاتفية                                     |
| العملة                                                    | فرنك غرب أفريقي | يورو، لاتس لاتفي، الروبل اللاتفي ‏، الروبل اللاتفي ‏ |
| الناتج المحلي الإجمالي (بليون دولار)                      | 4.81 مليار      | 30.26 مليار                                        |
| الناتج المحلي الإجمالي (تعادل القوة الشرائية) بليون دولار | 10.67 مليار     | 49.24 مليار                                        |
| الناتج المحلي الإجمالي الاسمي للفرد دولار أمريكي          | 559             | 14.06 ألف                                          |
| الناتج المحلي الإجمالي للفرد دولار أمريكي                 | 1.43 ألف        | 23.55 ألف                                          |
| مؤشر التنمية البشرية                                      | 0.484           | 0.819                                              |
| رمز المكالمات الدولي                                      | +228            | +371                                               |
| رمز الإنترنت                                              | .tg             | .lv                                                |
| المنطقة الزمنية                                           | 00              | ت ع م+02:00، ت ع م+03:00، أوروبا/ريغا ‏             |

## منظمات دولية مشتركة
يشترك البلدان في عضوية مجموعة من المنظمات الدولية، منها:
| علم المنظمة | اسم المنظمة                               | تاريخ انضمام توغو | تاريخ انضمام لاتفيا |
| ----------- | ----------------------------------------- | ----------------- | ------------------- |
|             | مؤسسة التنمية الدولية                     | 21 أغسطس 1962     | 11 أغسطس 1992       |
|             | يونسكو                                    | 17 نوفمبر 1960    | 9 يوليو 1951        |
|             | وكالة ضمان الاستثمار متعدد الأطراف        | 15 أبريل 1988     | 21 أغسطس 1998       |
|             | الأمم المتحدة                             | 20 سبتمبر 1960    | 17 سبتمبر 1991      |
|             | الاتحاد البريدي العالمي                   | ?                 | ?                   |
|             | البنك الدولي للإنشاء والتعمير             | 1 أغسطس 1962      | 11 أغسطس 1992       |
|             | الاتحاد الدولي للاتصالات                  | 14 سبتمبر 1961    | 11 ديسمبر 1921      |
|             | منظمة حظر الأسلحة الكيميائية              | ?                 | ?                   |
|             | مؤسسة التمويل الدولية                     | 4 سبتمبر 1962     | 29 سبتمبر 1993      |
|             | المركز الدولي لتسوية المنازعات الاستشارية | 10 سبتمبر 1967    | 7 سبتمبر 1997       |
|             | منظمة التجارة العالمية                    | ?                 | 1999                |
|             | منظمة الشرطة الجنائية الدولية             | ?                 | ?                   |

## وصلات خارجية
- موقع وزارة الخارجية اللاتفية